# Glimmerode
Koordinaten: 51° 10′ 47,4″ N, 9° 45′ 8,8″ O
Glimmerode ist ein ehemaliger Gutshof auf dem Gebiet der nordhessischen Kleinstadt Hessisch Lichtenau, Gemarkung von Hopfelde. Die Nutzflächen des Hofs wurden für den ehemaligen Standortübungsplatz Hessisch Lichtenau, bei der Blücher-Kaserne, durch die Bundeswehr aufgekauft, der Hof verfiel und wurde schließlich abgerissen. Zusammen mit dem ehemaligen Gutshof Hambach (Gemarkung von Walburg (Hessisch Lichtenau)) wurde er namensgebend für das Natura-2000-Gebiet (meist als FFH-Gebiet bezeichnet) Glimmerode und Hambach bei Hessisch Lichtenau (DE 4824-308). Nach dem Gut benannt wurde außerdem das ehemalige Braunkohlen-Bergwerk Zeche Glimmerode, das auf dem Gelände des Guts südlich des Gutshofs lag. In Kartendarstellungen wird auch die Splittersiedlung „Im Bruchbach“, an der gleichnamigen Straße in der Gemarkung von Hopfelde, mit dem historischen Namen Glimmerode bezeichnet, dabei handelt es sich aber nicht um einen amtlichen Namen.

## Der Gutshof

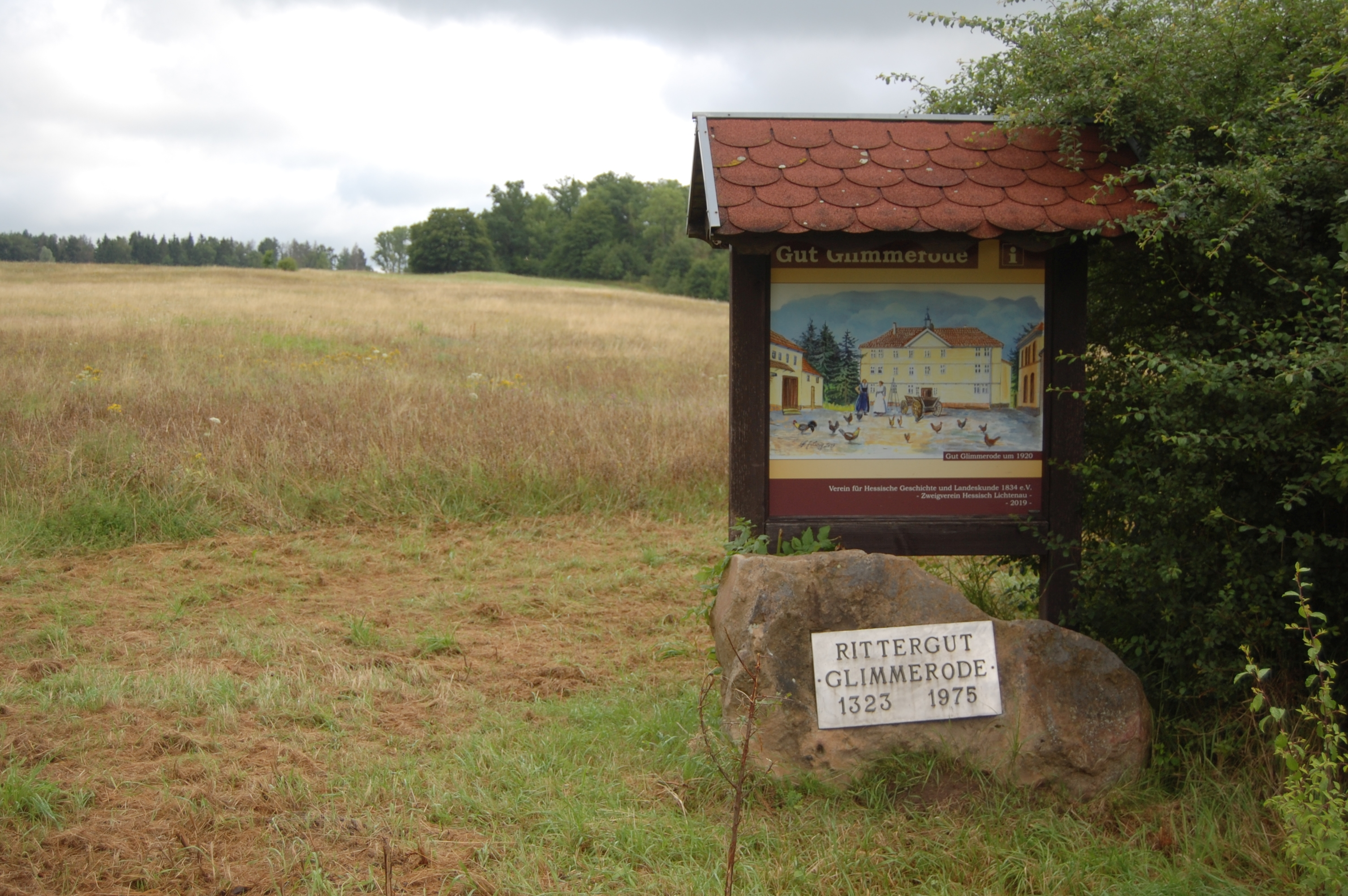
Hinweistafel am ehemaligen Standort des Guts

Das Gut lag am Rand einer Quellmulde auf der welligen Lichtenauer Hochfläche, etwas westlich der Straße von der Kernstadt Hessisch Lichtenau über Hopfelde und Hollstein ins Tal der Wehre (ab 1862 zur Poststraße ausgebaut, heute Landesstraße 3147), etwa 750 Meter westlich von Hopfelde. Vermutlich handelt es sich um einen im 16. Jahrhundert wüst gefallenen Ort, an dessen Stelle das spätere Gut trat. Schon 1415 wird ein Hof zu „Grymmulderade“ erwähnt. Im 15. Jahrhundert belehnten die Landgrafen Mitglieder der Adelsfamilie von Hundelshausen mit Huben im Ort. Die erste sichere Nachricht über den Gutshof stammt aus der Mitte des 16. Jahrhunderts: Bis 1563 hatte Hermann von Hundelshausen, Amtmann zu Lichtenau, den Hof Glimmerode vom Landgrafen zu Lehen. Der Ortsname „Glimmerode“ ist abzuleiten von einem Personennamen: Rodung des Grimbold (älteste Namensformen 1323 Gribolderode, 1330 Grimbolderode). Der Namensträger Siegfried „von Grymolderode“ ist 1318 als Ratsherr, 1323 als Bürgermeister von Lichtenau belegt.
Der Hof wechselte im Lauf der Zeit häufig den Besitzer. 1575 war Johan von Ratzenberg, 1581 bis 1668 die Familie Kanne von Lügde im Besitz des Lehens, deren Erben ihn 1688 für 4000 Taler an Georg von Meisenbug verkauften. 1774 wird der Hof wieder als hessisches Lehen bezeichnet, das von Administratoren im Auftrag des Landesherrn verwaltet wurde. 1816 wird Otto von der Malsburg als Inhaber genannt. Zur Zeit des Königreichs Westphalen, unter Besetzung durch napoleonische Truppen, übertrug König Jérôme Bonaparte das Gut an den lothringischen Leutnant Heinrich Julius Riviére, der dort eine Parkanlage einrichtete, später verschenkte er es an ihn. Nachdem die Landgrafen (nun Kurfürsten) von Hessen ihr Land zurückgewonnen hatten, gaben sie das Gut an Otto von der Malsburg zurück. Man scheint sich aber gütlich geeinigt zu haben, Riviére blieb als Verwalter auf dem Gut und übernahm es ab 1822 bis zu seinem Tod 1833 wieder selbst. Um 1817/1818 besuchten die Brüder Grimm ihren Freund Otto von der Malsburg mehrfach auf dem Gut und unternahmen von hier aus Ausflüge auf den Meißner, was durch Briefe von Wilhelm Grimm bezeugt ist. Das Gut gelangte durch Kauf an H.C. Lehste und H.Meier, die neuen Besitzer begannen mit dem Abbau von Braunkohle in einer Tagebaugrube auf dem Gutsgelände. Jährlich wurden 4000 Malter Kohlen gefördert, zeitweise waren 18 Arbeiter beschäftigt. Der Betrieb war jedoch unprofitabel und wurde eingestellt. Neuer Käufer des Guts war der hessische Staatsminister Ferdinand Schenck zu Schweinsberg, in dessen Familie das Gut zunächst verblieb. Von den ursprünglich 170 Hektar Land wurden die kohleführenden Teile an Bergbauunternehmen veräußert und die verbleibenden etwa 115 Hektar durch Pächter weiter landwirtschaftlich genutzt. 1911 brannten die Ställe nieder, zum Wiederaufbau wurden Steine der Burgruine Reichenbach abtransportiert. 1921 wurde der bis dahin selbständige Gutsbezirk Glimmerode aufgelöst und nach Hopfelde eingemeindet.
Im Jahr 1936 kaufte die Reichsverwaltung für Verteidigung Gut Glimmerode, um Grundstücke für einen militärischen Flughafen zu nutzen, der als Ausweichflughafen für den Fliegerhorst Rothwesten bei Kassel dienen sollte. Das dafür nicht benötigte Restgut, nun noch 95 Hektar, mit den Gebäuden wurde an einen Landwirt verkauft. Dieser verkaufte weiteres Land 1962 an die Bundeswehr, die den Standortübungsplatz für die inzwischen auf dem ehemaligen Flugplatzgelände gegründete Blücher-Kaserne vergrößern wollte. Der letzte Besitzer gab daraufhin den Hof auf, die Gebäude standen leer und verfielen. Trotz einiger Bemühungen um ihre Erhaltung wurden sie 1974 abgebrochen. Nach der Schließung der Kaserne und des Standortübungsplatzes im Jahr 2006 ist das Gelände wieder öffentlich zugänglich. Bauliche Reste des Guts sind nicht mehr vorhanden, vor Ort erinnert nur eine Hinweistafel an den alten Standort.
Für das Gut werden angegeben: 1895 12 Einwohner, 1925 30 Einwohner.

## Zeche Glimmerode

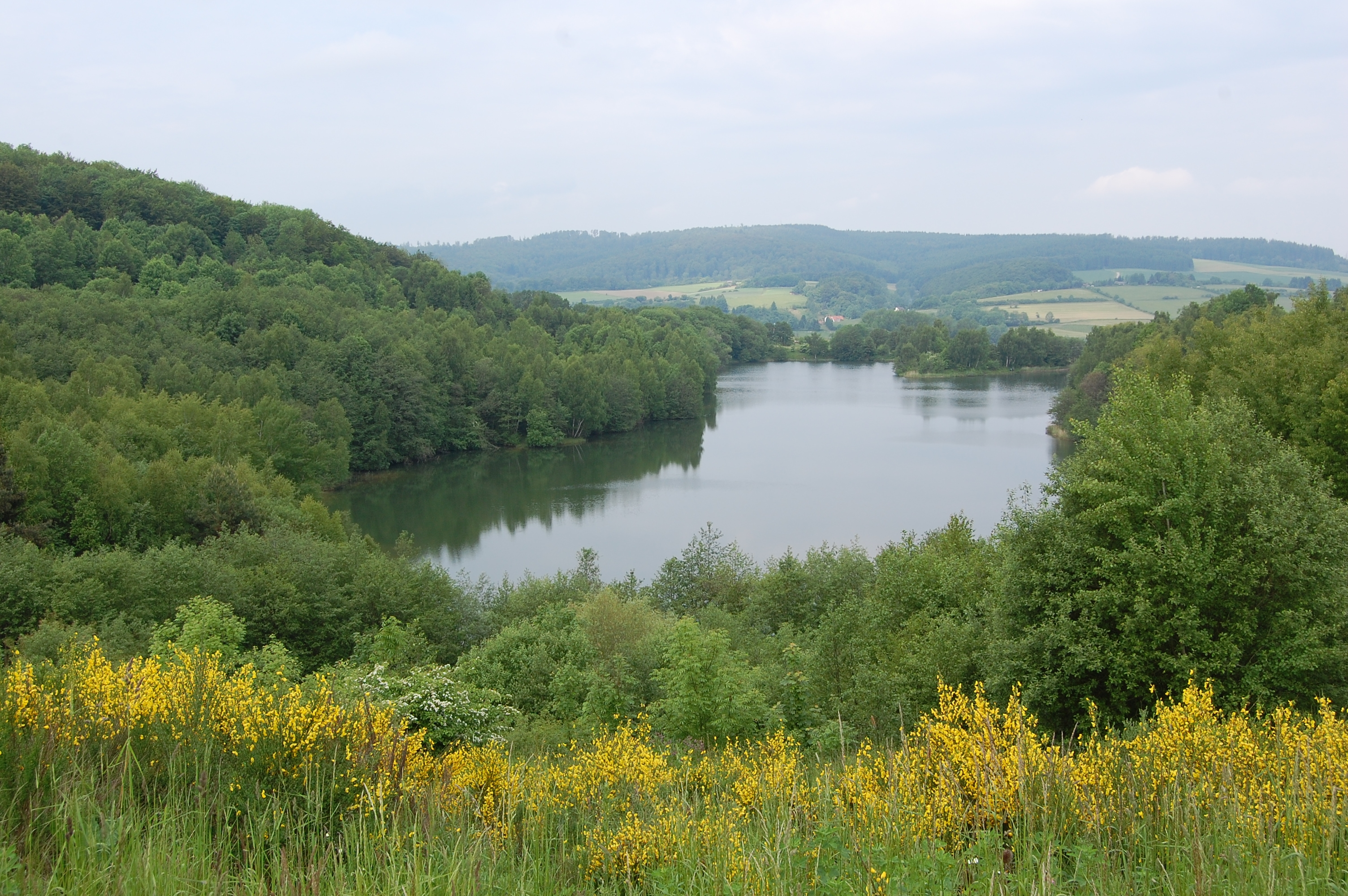
Der Hellkopfsee (der ehemalige Tagebau der Zeche Glimmerode)

Das Zechengelände der Zeche Glimmerode lag zunächst westlich des Guts, später südlich davon nahe der Ortschaft Retterode. Hier ist in die Gesteine des Keuper im Bereich der Absenkung eines nord-süd-verlaufenden Grabens, des Altmorschen-Lichtenauer Grabens, eine Mulde mit tertiären Sedimenten des Eozän bis Miozän eingelagert. Die nur 2,5 Kilometer lange und 0,7 Kilometer breite Mulde besteht überwiegend aus unverfestigten sandigen und tonigen Sedimenten, neben Süßwasserablagerungen auch marine Sande des „Kasseler Meeressands“, heute ins Chattium gestellt. Die Achse der Tertiärmulde liegt dabei quer zur Grabenachse, sie folgt vermutlich einer Querverwerfung, die einige Kilometer östlich in einem Zechsteinkeil bei Wollstein erkennbar ist. Vermutlich ist auch Subrosion durch Auslaugung von Salzlagern des Zechsteins in größerer Tiefe an der Bildung beteiligt. Ihre maximale, durch Bohrungen erschlossene Tiefe sind 370 Meter. In diese eingelagert sind Braunkohlenflöze, ein bis zu 5 Meter mächtiges eozänes Flöz, vier zwischen 2 und 15 Meter mächtige unteroligozäne Flöze und ein 2 Meter mächtiges oberoligozänes Flöz, Friedrich Moesta gibt 1891 für den alten Tagebau nahe Hessisch Lichtenau (damals bereits stillgelegt) Flöze von 10 Meter Mächtigkeit an. Aufgrund der stark einfallenden Flöze war der Abbau in Glimmerode technisch aufwändig, die Flöze fallen an beiden Schenkeln der Mulde mit 20 bis 50 Grad ein.
Nach mäßigen Anfängen, betrieben durch die Eigentümer des Guts ab dem Jahr 1840, wurde 1865 durch diese ein erster kleiner Tagebau am Ausgehenden des Kohlenfözes an der Straße von Glimmerode nach Lichtenau angelegt. Die geförderte Kohle wurde in einer nahe gelegenen Zementfabrik verfeuert. 1867 wurden von 13 Bergleuten 1429 Tonnen Kohle gefördert. Erste Versuche, Kohle im Tiefbau zu fördern, mussten wegen starker Wassereinbrüche aufgegeben werden. In dem stillgelegten Abbau begann 1918 der Bergbaukonzern Wintershall einen neuen Tagebau, um Brennstoff für seine Kalifabriken in Heringen an der Werra zu gewinnen. Der Abbau wurde in größeren Tiefen im Tiefbau fortgesetzt, datzu wurden, dem einfallenden Kohlenflöz folgend, vier tonnlägige Schächte vorgetrieben. Bis 1930 wurden hier 1,2 Millionen Tonnen Braunkohlen gefördert. Die Kohle wurde ab 1918 über eine 2,5 Kilometer lange Seilbahn zum Bahnhof Lichtenau der Bahnstrecke Kassel–Waldkappel transportiert. Aufgrund der hohen Betriebskosten wurde das Bergwerk 1931 stillgelegt. Der zuletzt stagnierende Bergbau belebte sich mit den Autarkiebestrebungen des Dritten Reichs in Vorbereitung des Kriegs. 1937 übernahm die Braunkohlen- und Brikett-Industrie AG den Betrieb, die im hessischen Frielendorf bereits ein Braunkohlenbergwerk besaß. Sie baute ein Anschlussgleis von der Zeche zum Bahnhof Hessisch Lichtenau. Diese gab ihn 1943 an die Hessische Braunkohlen und Ziegelwerke GmbH in Ihringshausen, einem Tochterunternehmen des Henschel-Konzerns in Kassel, weiter, die von hier aus unter anderem die Sprengstofffabrik Hessisch Lichtenau (in Hirschhagen) mit Brennstoff versorgte. Die Firma, seit 1955 unter dem Dach der PreussenElektra, betrieb nach dem Krieg zunächst den Tiefbau weiter, ging aber zuletzt wieder zum Tagebau über. 1950 förderten 235 Bergleute 133.565 Tonnen Kohle, 1958 281 Bergleute 162.651 Tonnen. Der Betrieb wurde 1968 endgültig stillgelegt. Insgesamt wurden auf der Zeche Glimmerode 5,8 Millionen Tonnen Braunkohle gefördert. Der Tagebau ist heute durch einen 20 Meter tiefen See, Hellkopfsee genannt, ausgefüllt. Östlich des Sees befinden sich alte Kippen und Haldenflächen, die heute aus Artenschutzgründen waldfrei gehalten werden sollen.